# 水の炎
『水の炎』（みずのほのお）は、松本清張の長編小説。『女性自身』に連載され（1962年1月1日号 - 1962年12月17日号）、1963年7月に光文社（カッパ・ノベルス）から刊行された。恵まれた環境で生きてきた女性が、生活の危機を経て、自分の生きる道を選びとってゆく、心の遍歴を描く長編ロマン。
過去3度テレビドラマ化されている。

## あらすじ
塩川信子と夫・弘治との間には心の距離が生じていた。満たされないものを感じつつ、信子は今の生活にないものを求め、大学の通信課程で学んでいたが、夏季のスクーリングで、担当教師の浅野助教授と出会う。野心家の夫と異なり、世間擦れしたところのない浅野に、信子は新鮮なものを感じるが、浅野のほうは信子に惹かれ、彼女を激しく求めるようになる。
弘治は、大学助教授の浅野が妻の信子に気持ちを寄せているのに気づいた。愛人の成沢枝理子から結婚を迫られていた弘治は、彼女を使い、信子と浅野の密会証拠を偽造、信子の不貞を離婚の口実にしようとはかる。その一方で弘治は、伊豆長岡にある信子の実家に赴き、信子の父に、自分が関わる開発事業へ巨額の出資をさせようとする。信子の両親は、娘の家庭を心配しつつ、婿の出資の求めに応じてしまう。
危機の行き着いた果てに、信子がとった選択は…。

## 主な登場人物
- 原作における設定を記述。

塩川信子
裕福な家庭に育ち、知的でエレガントな雰囲気を持つ本作の主人公。T塾大を卒業後、銀行の御曹司と結婚、専業主婦となり、周囲から幸せな女性と思われているが…。
塩川弘治
信子の夫で、東都相互銀行の若手常務。父の設立した銀行で重きをなし、仕事の腕も切れると評判だが、尋常ではない向上心をもち、保守的な社風に満足できず、さらなる野心を抱いている。
浅野忠夫
L大学経済学部助教授。これまで学問一途で過ごしてきた。信子に惹かれ、アプローチをかけるが…。
成沢枝理子
弘治の大阪勤務時代以来の愛人。弘治との結婚を望んでいる。
徳山岩雄
オリエント観光専務。私鉄界に君臨する「是土慶次郎」に接近、観光開発計画で利益を得ようと図っている。
川田美代
信子の学生時代からの親友。能力に見合わない地味な生活をしていると信子には映る。

## テレビドラマ

### 1964年版
1964年1月20日から4月18日まで（13:20-13:35→13:15-13:30）、日本テレビ系列にて全78回の連続ドラマとして放送。
キャスト
- 浜田ゆう子
- 小山田宗徳
- 山崎左度子
- 小林裕子
- 杉田康

スタッフ
- 脚本：生田直親、宮田達男、石松愛弘
- プロデューサー：春日千春（大映テレビ室）、小坂敬（日本テレビ）
- 演出：浜野信彦
- 制作：大映テレビ室、日本テレビ

| 日本テレビ系 月～土13:20 - 13:35枠                   | 日本テレビ系 月～土13:20 - 13:35枠 | 日本テレビ系 月～土13:20 - 13:35枠 |
| 前番組                                               | 番組名                             | 次番組 |
| ---------------------------------------------------- | ---------------------------------- | --- |
| いつの日その胸に                                     | 水の炎 （1964年1月～3月）          | 水の炎 （13:15 - 13:30）月-健康増進時代 火-きものに生きる 水-お茶の間試写室 木-育児テスト 金-奥様こんにちは （以上13:30 - 13:45） 土-土曜プレゼント （13:30 - 14:30）『土プレ』以外は全て15分繰上げ |
| 日本テレビ系 月～土13:15 - 13:30枠                   |                                    | |
| 夜は新しく （13:00 - 13:20）水の炎 （13:20 - 13:35） | 水の炎 （1964年4月）               | この酒盃を |

### 1971年版
1971年4月5日から6月25日まで（13:45-14:00）、TBS系列にて全65回の連続ドラマとして放送。CBC制作昼の連続ドラマ。
キャスト
- 香山美子[1]
- 木村功[1]
- 滝田裕介[1]
- 堀井永子[1]

スタッフ
- 脚本：中井多津夫[1]
- 音楽：石井歓[1]
- 制作：中部日本放送[1]

| 中部日本放送制作 昼ドラマ | 中部日本放送制作 昼ドラマ | 中部日本放送制作 昼ドラマ |
| 前番組                    | 番組名                    | 次番組                    |
| ------------------------- | ------------------------- | ------------------------- |
| -                         | 水の炎 (1971.4.5 - 6.25)  | 紬の女 (1971.7.5 - 10.1)  |

### 1976年版
1976年7月5日から10月29日まで、毎日放送制作・TBS系列の「妻そして女シリーズ」枠（13:30-13:45）にて全85回の連続ドラマとして放送。
キャスト
- 三ツ矢歌子
- 佐原健二
- 入川保則
- 大堀早苗

スタッフ
- 脚本：星川清司
- 演出：鈴木晴之
- 制作：毎日放送

| 毎日放送制作 妻そして女シリーズ | 毎日放送制作 妻そして女シリーズ | 毎日放送制作 妻そして女シリーズ  |
| 前番組                          | 番組名                          | 次番組                           |
| ------------------------------- | ------------------------------- | -------------------------------- |
| 女の報酬 (1976.3.1 - 7.2)       | 水の炎 (1976.7.5 - 10.29)       | 女の運命 (1976.11.1 - 1977.3.11) |